# International Research Universities Network

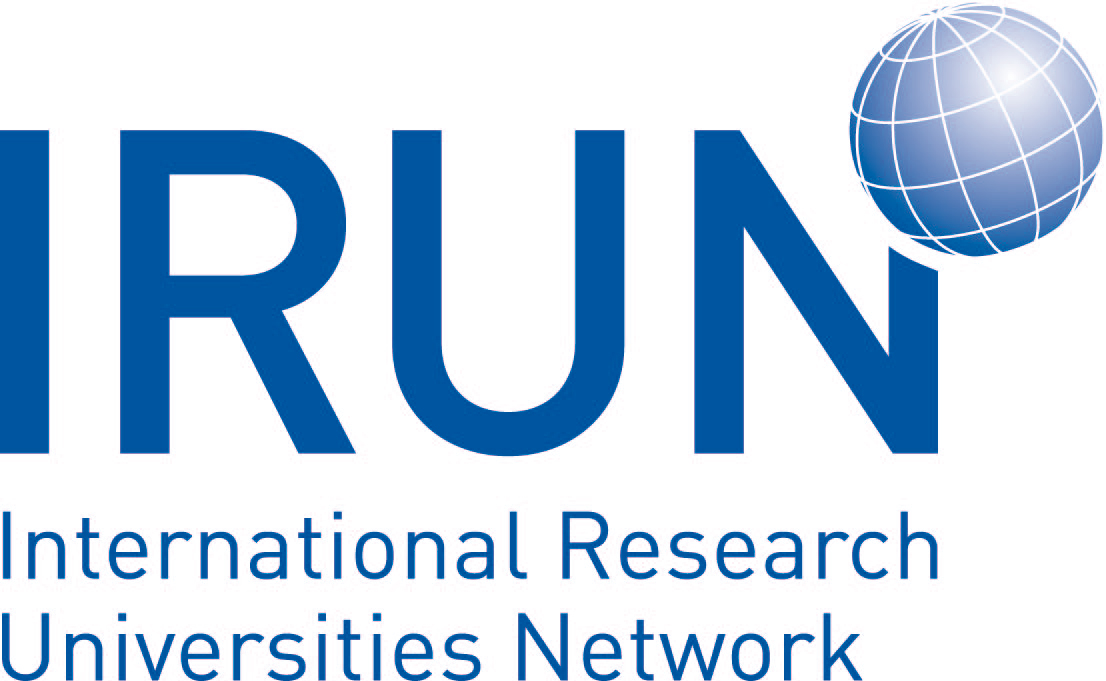
Logo du réseau universitaire.

L'International Research Universities Network est un réseau d'universités européennes créé par l'université Radboud de Nimègue (Pays-Bas) dans le but de promouvoir la recherche.

## Membres
- Allemagne : Université de Duisbourg et Essen, université de Münster
- Espagne : Université de Barcelone
- France : Université de Poitiers
- Hongrie : Université catholique Péter-Pázmány
- Italie : Université de Sienne
- Pays-Bas : Université Radboud de Nimègue
- Pologne : Université Jagellonne de Cracovie
- Royaume-Uni : Université de Glasgow